# Ежен Парльє
Ежен Парльє (фр. Eugène Parlier, 13 лютого 1929, Монтре — 30 жовтня 2017, там само) — швейцарський футболіст, що грав на позиції воротаря, зокрема, за клуб «Серветт», а також національну збірну Швейцарії.

## Клубна кар'єра
У футболі дебютував 1948 року виступами за команду «Кантональ Невшатель», в якій провів один сезон. 
Своєю грою за цю команду привернув увагу представників тренерського штабу клубу «Серветт», до складу якого приєднався 1949 року. Відіграв за женевську команду наступні п'ять сезонів своєї ігрової кар'єри.
Згодом з 1955 по 1965 рік грав у складі команд «Уранія Женева Спорт», «Б'єн» та «Лозанна».
Завершив професійну ігрову кар'єру у клубі «Етуаль Каруж», за команду якого виступав протягом 1965—1966 років.

## Виступи за збірну
1952 року дебютував в офіційних матчах у складі національної збірної Швейцарії. Протягом кар'єри у національній команді провів у її формі 21 матч.
У складі збірної був учасником чемпіонату світу 1954 року у Швейцарії, де зіграв з Італією (2-1) і (4-1), Англією (0-2) і в чвертьфіналі з Австрією (5-7).
Помер 30 жовтня 2017 року на 89-му році життя у місті Монтре.